# Trần Hầu

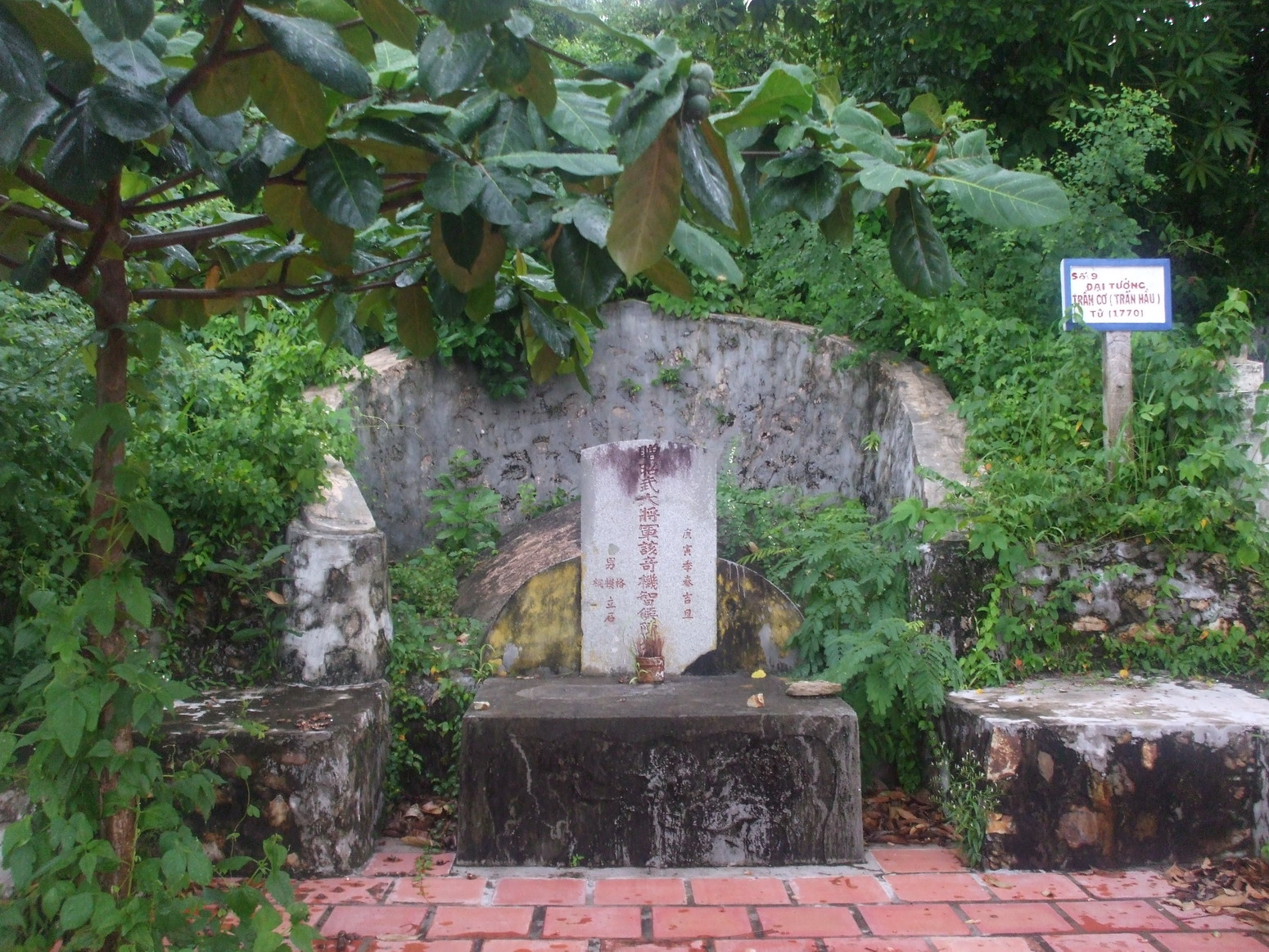
Mộ Trần Hầu trên triền núi Bình San (Hà Tiên).

Trần Hầu (陳侯) hay Trần Cơ (陳機), tên thật là Trần Đại Lực (陳大力, ? - 1770); là cháu của đô đốc Mạc Thiên Tứ và là võ quan dưới thời chúa Nguyễn Phúc Thuần trong lịch sử Việt Nam.

## Thân thế và sự nghiệp
Trần Đại Lực là con của thống binh Trần Đại Định, và là cháu nội của Đô đốc Trần Thượng Xuyên.
Chưa biết năm sinh và nơi sinh của Trần Hầu, chỉ biết sau khi cha ông bị bắt giam rồi chết oan trong ngục thất ở Quảng Nam vào giữa thánh Chạp năm 1732, thì ông theo mẹ về sống ở quê ngoại là Hà Tiên, rồi về sau (không rõ năm), được cử làm cai đội.
Sách Gia Định thành thông chí của Trịnh Hoài Đức, kể:
Năm Đinh Hợi (1767), mùa xuân tháng 3, nước Diến Điện (Miến Điện) đem quân đánh phá nước Xiêm, đốt cung điện, cướp của báu, bắt vua Hủi và con vua là Chiêu Đốc Đa, lùa vài vạn dân đem về. Con thứ hai là Chiêu Thúy chạy sang Hà Tiên...Tông Đức Hầu (tức Mạc Thiên Tứ) sợ nước Diến Điện nhân khi hăng, càn quấy bừa bãi, mới sai cháu là Cai đội Thắng Thủy Lực Tài hầu Trần Đại Lực (con của em gái Tông Đức Hầu) đem chiến hạm và quân binh đến đóng ở xứ Châu Bôn (đầu địa giới nước Xiêm) tuần phòng ngoài biên...
Bấy giờ nước Xiêm La không có vua, chức Phi nhã (Phya) đất Mang Tát là Phraya Tak (tức Trịnh Quốc Anh hay Trịnh Tân) bèn khởi binh, đánh đuổi quân Miến Điện, được quân sĩ tôn làm vua vào tháng 7 năm 1767...Trịnh Quốc Anh biết con vua cũ là Chiêu Thúy còn ở Hà Tiên, sợ ngày sau sinh ra biến loạn, nên vài lần mang quân sang đánh hay sai người quấy phá nơi ấy.
Trước cục diện đó, theo Mạc thị gia phả của Vũ Thế Dinh, thì:
Năm Cảnh Hưng thứ...(1769), ông (Mạc Thiên Tứ) sai người con của cô em là Thắng Thủy Trần Hầu đốc xuất 5 vạn quân thủy lục bắc phạt Xiêm La. Trần Hầu là cháu Trần tướng triều Minh (tức Trần Thượng Xuyên), tập ấm cha làm tướng. Lúc ấy, chiến chuyến thuyền, cờ xí liên lạc trên một dặm, quân đóng trên đất Xiêm (Chantaboun, tức Trạch Vấn) thiết lập đồn trại để chờ biến động. Trịnh Tân (vua Xiêm) sai tướng cất 3 ngàn quân bộ đến ứng viện Trạch Vấn. Trần Hầu sai đại quân xung sát, quân Xiêm thua to phải chạy về...Trần Hầu đóng quân ở Trạch Vấn Sơn hơn hai tháng, không phục thủy thổ và chướng lệ phát sinh hàng ngày. Trần Hầu mắc bệnh trầm trọng, quân lính chết dịch mỗi ngày hàng trăm người, quan tham mưu thấy cơ vụ khó thành tựu, gửi văn thư về cho Tiên công (Mạc Thiên Tứ) trình bày lý do mọi sự. Tiên công liền sai thuộc thần cầm hịch triệu Trần hầu kéo quân về. Lúc mới ra đi, Trấn binh lên đến 5 vạn, đến khi về chỉ còn hơn một vạn người...
Về nguyên nhân dẫn đến cái chết của Trần Hầu, sách Gia Định thành thông chí chép tương tự:
Khi ấy, sau khi nước Xiêm bị nạn binh hỏa, dịch lỵ lại phát, quân thú của Hà Tiên và dân Xiêm cùng chết ngổn ngang. Lực Tài hầu (Trần Đại Lực) cũng bịnh chết...
Theo mộ bia của Trần Hầu trên núi Bình San (Hà Tiên), ông mất tháng cuối mùa Xuân Canh Dần (1770). Hiện nay, ở thị xã Hà Tiên có con đường lớn mang tên Trần Hầu.

## Thông tin liên quan

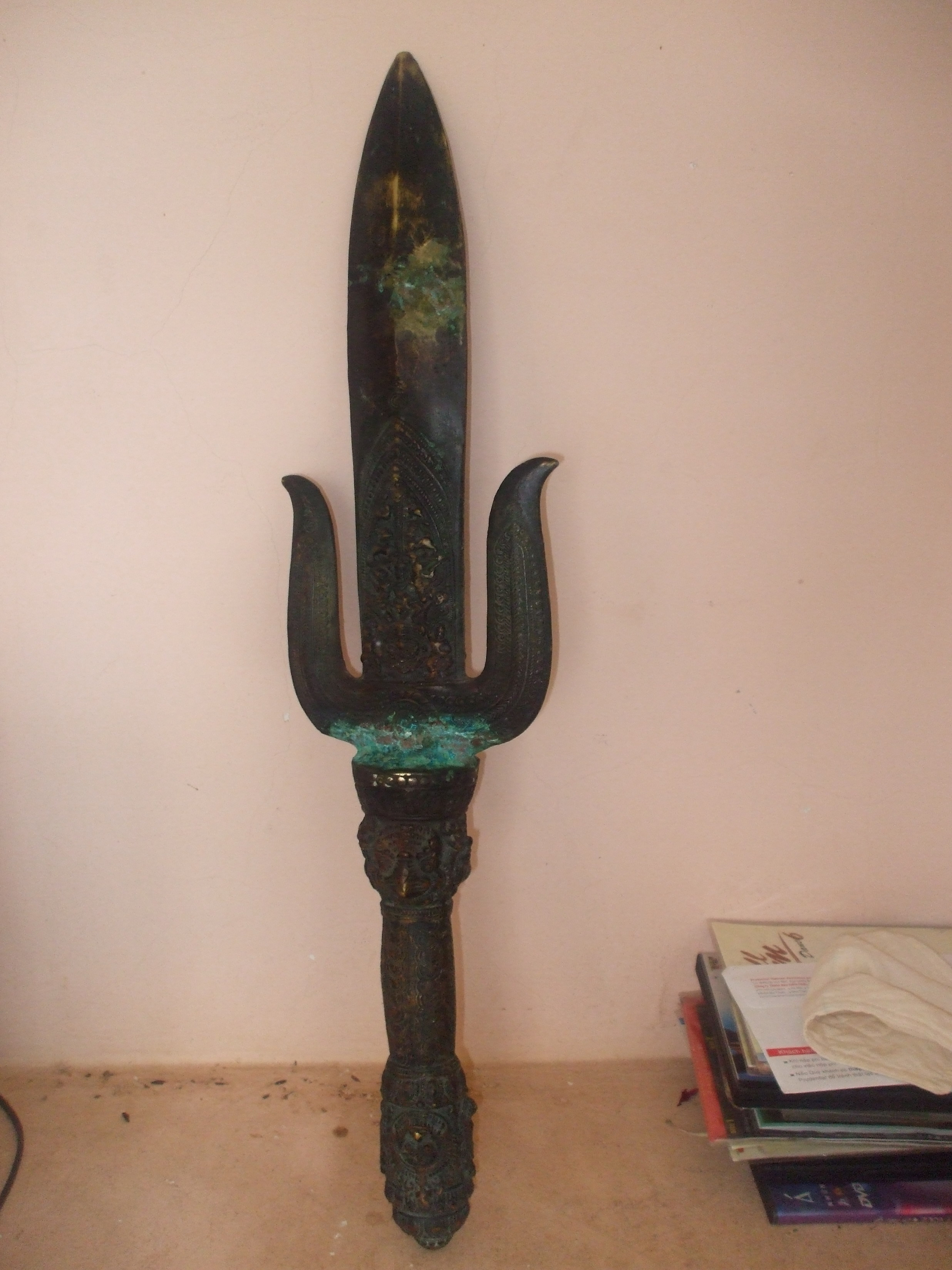
Thanh kiếm gãy của một võ tướng Xiêm

Ngoài các sách trên, việc tướng Trần Hầu kéo quân đánh chiếm Trạch Vấn của Trịnh Tân, còn được các tài liệu nước ngoài ghi lại, như: 
- Thư của giáo sĩ Morvan, lưu trú tại Hà Tiên, gửi về cho Hội truyền giáo hải ngoại Pháp, đề ngày 22 tháng 3 năm 1771, trích:

Tháng 9 năm 1769, vì xích mích với Trịnh Tân, vua mới của nước Xiêm, người cầm quyền xứ Hà Tiên (Mạc Thiên Tứ) trang bị hai hạm đội, trước sau xuất phát sang Xiêm La, tấn kích kẻ địch tại sào huyệt...
- Thực lục Cao Tông của nhà Thanh chép:

Ngày Kỷ Dậu, tháng 7, năm Càn Long thứ 33 (tức ngày 30 tháng 8 năm 1769), Tổng đốc Lưỡng Quảng là Lý Thị Nghiêu phúc tâu rằng: "Nay Trấn mục Hà Tiên là Mạc Sĩ Lân (Mạc Thiên Tứ) phát binh chiêm lấy Chiêm Trạch, lại họp các di mục (tức đầu mục các rợ) ở Xiêm La đánh Cam Ân Sắc (tức Trịnh Tân)..."